# John Hillerman
John Benedict Hillerman (Denison, Texas, 1932. december 20. – Houston, Texas, 2017. november 9.) Golden Globe- és Primetime Emmy-díjas amerikai színész.
Legismertebb szerepe Jonathan Higgins volt a Magnum című televíziós sorozatban. Az 1980 és 1988 között futó sorozattal öt jelölésből egy Golden Globe-díjat, valamint négy jelölésből szintén egy Primetime Emmy-díjat nyert.
Fontosabb filmjei közé tartozik a Papírhold (1973), a Fényes nyergek (1974) és a Kínai negyed (1974), 

## Filmográfia

### Film
| Év   | Magyar cím                         | Eredeti cím                  | Szerep                         | Magyar hang     |
| ---- | ---------------------------------- | ---------------------------- | ------------------------------ | --------------- |
| 1970 | Mr. Tibbs nyomoz                   | They Call Me Mister Tibbs!   | riporter                       |                 |
| 1971 | A törvény nevében                  | Lawman                       | Totts                          |                 |
| 1971 | Az utolsó mozielőadás              | The Last Picture Show        | tanár                          | Fonyó István    |
| 1971 |                                    | Honky                        | ismeretlen szerep              |                 |
| 1972 | Mi van, doki?                      | What's Up, Doc?              | Kaltenborn szállodaigazgató    | Dózsa László    |
| 1972 | Rejtélyes halál                    | The Carey Treatment          | Jenkins                        |                 |
| 1972 | Terror a felhők felett (Eltérítve) | Skyjacked                    | Walter Brandt                  | Katona Zoltán   |
| 1972 | Egy ember halott                   | The Outside Man              | üzlet menedzsere               |                 |
| 1973 | A sakkozó tolvaj                   | The Thief Who Came to Dinner | Edmund Lasker                  | Izsóf Vilmos    |
| 1973 | Fennsíkok csavargója               | High Plains Drifter          | varga                          | Holl János      |
| 1973 | Papírhold                          | Paper Moon                   | Hardin megbízott / Jess Hardin | Szersén Gyula   |
| 1973 | Papírhold                          | Paper Moon                   | Hardin megbízott / Jess Hardin | Láng József     |
| 1973 |                                    | The Naked Ape                | pszichiáter                    |                 |
| 1974 | Fényes nyergek                     | Blazing Saddles              | Howard Johnson                 | Maros Gábor     |
| 1974 | Fényes nyergek                     | Blazing Saddles              | Howard Johnson                 | Versényi László |
| 1974 |                                    | The Nickel Ride              | Carl                           |                 |
| 1974 | Kínai negyed                       | Chinatown                    | Russ Yelburton                 | Szatmári István |
| 1975 | Várva várt szerelem                | At Long Last Love            | Rodney James                   | Harsányi Gábor  |
| 1975 | A sáska napja                      | The Day of the Locust        | Ned Grote                      | Balázsi Gyula   |
| 1975 | Lucky Lady                         | Lucky Lady                   | McTeague                       | Tolnai Miklós   |
| 1977 |                                    | Audrey Rose                  | Scott Velie                    |                 |
| 1979 | Leégve                             | Sunburn                      | Webb                           |                 |
| 1981 | Világtörténelem – 1. kötet         | History of the World, Part I | gazdag férfi                   |                 |
| 1984 |                                    | Up the Creek                 | Dean Burch                     |                 |
| 1989 |                                    | Gummibärchen küßt man nicht  | Padre                          |                 |
| 1996 | A Brady család 2.                  | A Very Brady Sequel          | Dr. Whitehead                  |                 |

### Televízió
| Év        | Magyar cím                | Eredeti cím                 | Szerep                                        | Megjegyzések                                                       |
| --------- | ------------------------- | --------------------------- | --------------------------------------------- | ------------------------------------------------------------------ |
| 1971      |                           | Sweet, Sweet Rachel         | orvosszakértő                                 | tévéfilm                                                           |
| 1972      |                           | The Sixth Sense             | Adrian Weems                                  | 1 epizód                                                           |
| 1972      |                           | The Great Man's Whiskers    | Major Underwood                               | tévéfilm                                                           |
| 1972–1975 |                           | Mannix                      | Larry Lawton / J. H. Morell / Norman Thompson | 3 epizód                                                           |
| 1974      |                           | Maude                       | Drunk                                         | 1 epizód                                                           |
| 1974      | Kojak                     | Kojak                       | Mark Gallant                                  | - 1 epizód (Az egyetlen kiút) - magyar hangja: - Dobránszky Zoltán |
| 1974      |                           | The Law                     | Thomas Rachel                                 | tévéfilm                                                           |
| 1975      |                           | The Bob Crane Show          | Dean Harrington                               | 1 epizód                                                           |
| 1975–1976 |                           | Ellery Queen                | Simon Brimmer                                 | 8 epizód                                                           |
| 1976      |                           | Serpico                     | Raoul Christie                                | 1 epizód                                                           |
| 1976      |                           | Wonder Woman                | Conrad Steigler                               | 1 epizód                                                           |
| 1976–1978 | Hawaii Five-O             | Hawaii Five-O               | Donald Blair / Nelson Bodine                  | 2 epizód                                                           |
| 1976–1980 |                           | One Day at a Time           | Mr. Connors                                   | 6 epizód                                                           |
| 1977      |                           | Delvecchio                  | Dr. Augustus Hamilton                         | 1 epizód                                                           |
| 1977–1978 |                           | The Betty White Show        | John Elliott                                  | 14 epizód                                                          |
| 1978      | A farm, ahol élünk        | Little House on the Prairie | Sterling Murdock                              | 1 epizód                                                           |
| 1978      | Elveszett bizalom         | Betrayal                    | Victor Slavin                                 | - tévéfilm - magyar hangja: - Harmath Imre                         |
| 1979      |                           | Beane's of Boston           | John Peacock                                  | próbaepizód                                                        |
| 1979–1983 | Szerelemhajó              | The Love Boat               | Ed Hartnett / Manfred                         | 3 epizód                                                           |
| 1980      |                           | Soap                        | miniszter                                     | 1 epizód                                                           |
| 1980      |                           | Young Maverick              | McBurney                                      | 1 epizód                                                           |
| 1980      |                           | Hart to Hart                | Victor Sutter                                 | 1 epizód                                                           |
| 1980      |                           | Tenspeed and Brown Shoe     | William Whitney                               | 1 epizód                                                           |
| 1980      |                           | Lou Grant                   | Sturbridge                                    | 1 epizód                                                           |
| 1980–1988 | Magnum                    | Magnum, P.I.                | Jonathan Higgins                              | - főszereplő (158 epizód) - magyar hangja: - Versényi László       |
| 1982      |                           | Tales of the Gold Monkey    | Monocle                                       | 2 epizód                                                           |
| 1982      |                           | Simon & Simon               | Jonathan Higgins                              | 1 epizód                                                           |
| 1986–1992 | Gyilkos sorok             | Murder, She Wrote           | Jonathan Higgins / Edgar Greenstreet          | 2 epizód                                                           |
| 1987      | Dögölj meg, kedvesem!     | Assault and Matrimony       | Cyril a szomszéd                              | tévéfilm                                                           |
| 1989      | 80 nap alatt a Föld körül | Around the World in 80 Days | Sir Francis Commarty                          | - 3 epizód - magyar hangja: - Dobránszky Zoltán                    |
| 1990      | A gyilkos keze            | Hands of a Murderer         | Dr. John Watson                               | tévéfilm                                                           |
| 1990–1991 |                           | The Hogan Family            | Lloyd Hogan                                   | 13 epizód                                                          |

## Díjak és jelölések
| Díj                | Kategória                                                         | Év   | Jelölt mű | Eredmény |
| ------------------ | ----------------------------------------------------------------- | ---- | --------- | -------- |
| Primetime Emmy-díj | Legjobb férfi mellékszereplő (drámasorozat)                       | 1984 | Magnum    | Jelölve  |
| Primetime Emmy-díj | Legjobb férfi mellékszereplő (drámasorozat)                       | 1985 | Magnum    | Jelölve  |
| Primetime Emmy-díj | Legjobb férfi mellékszereplő (drámasorozat)                       | 1986 | Magnum    | Jelölve  |
| Primetime Emmy-díj | Legjobb férfi mellékszereplő (drámasorozat)                       | 1987 | Magnum    | Elnyerte |
| Golden Globe-díj   | Legjobb férfi mellékszereplő (sorozat, minisorozat vagy tévéfilm) | 1982 | Magnum    | Elnyerte |
| Golden Globe-díj   | Legjobb férfi mellékszereplő (sorozat, minisorozat vagy tévéfilm) | 1983 | Magnum    | Jelölve  |
| Golden Globe-díj   | Legjobb férfi mellékszereplő (sorozat, minisorozat vagy tévéfilm) | 1985 | Magnum    | Jelölve  |
| Golden Globe-díj   | Legjobb férfi mellékszereplő (sorozat, minisorozat vagy tévéfilm) | 1987 | Magnum    | Jelölve  |
| Golden Globe-díj   | Legjobb férfi mellékszereplő (sorozat, minisorozat vagy tévéfilm) | 1988 | Magnum    | Jelölve  |

## Fordítás
- Ez a szócikk részben vagy egészben  a   John Hillerman című angol Wikipédia-szócikk fordításán alapul.  Az eredeti cikk szerkesztőit annak laptörténete sorolja fel. Ez a jelzés csupán a megfogalmazás eredetét és a szerzői jogokat jelzi, nem szolgál a cikkben szereplő információk forrásmegjelöléseként.